# ریکاردا لیما
ریکاردا لیما (انگلیسی: Ricarda Lima؛ زادهٔ ۱۲ سپتامبر ۱۹۷۰) بازیکن والیبال اهل برزیل است.